# Looking Glass Studios
Looking Glass Studios – amerykański producent gier komputerowych, założony w 1990 roku przez Paula Neuratha i Neda Lernera, z główną siedzibą w Lexington w stanie Massachusetts. W 1994 przedsiębiorstwo przeniosło się do Cambridge. W 1997 nastąpiła fuzja z Intermetrics. Looking Glass Studios zostało rozwiązane 24 maja 2000 z powodów finansowych.

## Gry
- Ultima Underworld: The Stygian Abyss (marzec 1992)
- Ultima Underworld II: Labyrinth of Worlds (styczeń 1993)
- System Shock (23 września 1994)
- Flight Unlimited (7 czerwca 1995)
- Terra Nova: Strike Force Centauri (5 marca 1996)
- Flight Unlimited 2 (12 grudnia 1997)
- Thief: The Dark Project (2 grudnia 1998)
- System Shock 2 (11 sierpnia 1999)
- Flight Unlimited 3 (wrzesień 1999)
- Thief II: The Metal Age (23 marca 2000)